# Giochi della XXX Olimpiade
I Giochi della XXX Olimpiade (in inglese Games of the XXX Olympiad), noti anche come Londra 2012, si tennero a Londra, nel Regno Unito, dal 27 luglio al 12 agosto 2012.
La capitale del Regno Unito fu la prima città a ospitare tre edizioni dei giochi estivi moderni su un arco di 104 anni: la prima volta fu nel 1908 e la seconda nel 1948.
Londra fu scelta il 6 luglio 2005 alla 117ª conferenza annuale del CIO a Singapore, prevalendo sulle candidature di Mosca, New York, Madrid e Parigi.
Le Olimpiadi richiesero una ristrutturazione di molte zone di Londra in cui si sono tenuti i giochi, in particolare verso il tema della sostenibilità. Mentre le considerazioni di bilancio hanno generato qualche critica, i Giochi si sono avvalsi di numerosi spazi già esistenti prima della candidatura come lo stadio di Wembley, la Wembley Arena, l'All England Lawn Tennis and Croquet Club, il Lord's Cricket Ground, la The O2 Arena, l'Earls Court Exhibition Centre, il Weymouth and Portland National Sailing Academy e l'ExCeL Exhibition Centre.
Le Olimpiadi sono state il primo evento trasmesso, in anteprima mondiale, con la nuova tecnologia televisiva a ultra alta definizione, dall'Olympic Broadcasting Services (OBS), invece su Sky Italia per la prima volta al mondo alcuni eventi maggiori sono stati trasmessi in 3D su Sky 3D.

## Assegnazione
Nove città si erano candidate entro il 15 luglio 2003: come sede dei Giochi del 2012: L'Avana, Istanbul, Lipsia, Mosca, Londra, Madrid, New York, Parigi e Rio de Janeiro. Il 18 maggio, 2004, il CIO, dopo una votazione tecnica, ha ridotto il numero delle città a cinque: Londra, Madrid, Mosca, New York e Parigi. Il 19 novembre 2004 tutte e cinque le città hanno presentato la candidatura al CIO. La squadra di ispezione del CIO ha visitato le cinque città nei mesi di febbraio e marzo 2005.
Il 6 giugno 2005, il Comitato olimpico internazionale ha reso note le relazioni di valutazione delle cinque città candidate. Sebbene tali relazioni non contenessero punteggi o classifiche, Parigi era considerata la più positiva, seguita da vicino da Londra che aveva accorciato le distanze dalla valutazione iniziale del 2004. Anche New York e Madrid avevano ottenuto valutazioni molto positive.
| Risultati assegnazione della XXX Olimpiade | Risultati assegnazione della XXX Olimpiade | Risultati assegnazione della XXX Olimpiade | Risultati assegnazione della XXX Olimpiade | Risultati assegnazione della XXX Olimpiade | Risultati assegnazione della XXX Olimpiade |
| ------------------------------------------ | ------------------------------------------ | ------------------------------------------ | ------------------------------------------ | ------------------------------------------ | ------------------------------------------ |
| Città                                      | Nazione                                    | 1º giro                                    | 2º giro                                    | 3º giro                                    | 4º giro                                    |
| Londra                                     | Regno Unito                                | 22                                         | 27                                         | 39                                         | 54                                         |
| Parigi                                     | Francia                                    | 21                                         | 25                                         | 33                                         | 50                                         |
| Madrid                                     | Spagna                                     | 20                                         | 32                                         | 31                                         | -                                          |
| New York                                   | Stati Uniti                                | 19                                         | 16                                         | -                                          | -                                          |
| Mosca                                      | Russia                                     | 15                                         | -                                          | -                                          | -                                          |

Il 6 luglio 2005, presso il Raffles City Convention Centre di Singapore, i membri del Comitato Olimpico Internazionale si sono riuniti nel 117º Congresso per le votazioni. Mosca è stata la prima città a essere eliminata, seguita da New York e Madrid. Le ultime due città rimaste in lista sono state Londra e Parigi. Alla fine del quarto round di votazioni, Londra è stata eletta sede dei XXX Giochi Olimpici e dei XIV Giochi paralimpici estivi con 54 voti, sconfiggendo Parigi di 4 voti. L'accordo firmato tra il CIO e il Comitato Paralimpico Internazionale (CIP) il 19 giugno 2001 prevedeva infatti che, a partire dalle candidature per il 2012, la città scelta si impegnasse a ospitare sia i Giochi Olimpici sia i Giochi paralimpici.
La stampa francese ha accusato della sconfitta il presidente francese Jacques Chirac, colpevole di aver dichiarato prima del voto che "Non possiamo fidarci delle persone [gli inglesi] che hanno un cibo così cattivo. Dopo la Finlandia, è il paese con il cibo peggiore". Due membri attuali del Comitato Olimpico Internazionale sono finlandesi. Altre fonti di notizie hanno citato la denuncia di Bertrand Delanoë a proposito di presunti incontri segreti fra Tony Blair e numerosi rappresentanti africani del CIO a tarda notte e di come abbiano favorito il voto finale.

Logo usato per la candidatura della città di Londra

Nell'annunciare la vittoria di Londra, i media britannici hanno ripreso la folla in attesa in Francia e in Gran Bretagna (e nelle altre città candidate) e la reazione di giubilo a Londra contrastante con quella della folla di Parigi, dove molti si erano riuniti nella speranza di una vittoria francese. Tuttavia, le celebrazioni a Londra sono state offuscate dagli attacchi terroristici avvenuti meno di 24 ore dopo l'annuncio.
Nel dicembre 2005, è stato affermato da Alex Gilady, un alto funzionario del CIO, che Londra ha vinto il diritto di ospitare le Olimpiadi solo a causa di un errore di voto: durante la terza votazione un delegato intenzionato a votare Madrid ha invece sbagliato preferenza scegliendo Parigi; quel voto sarebbe stato decisivo e avrebbe potuto far vincere la capitale spagnola. Un portavoce di Londra 2012 ha respinto tale versione dei fatti, dichiarando: «A conti fatti, è stata una votazione a scrutinio segreto. Questa è l'opinione di un individuo. Il risultato è ciò che conta e non abbiamo intenzione di essere coinvolti in speculazioni».

### Promo
Il promo che ha introdotto la città alle votazioni è intitolato Sport at Heart, realizzato sul brano Proud di Heather Small, e vede protagonisti molte personalità legate alla città inglese.
Il video riprende una donna che, correndo, incontra tutti i personaggi, i luoghi e le sfumature di Londra, anche se durante il suo percorso lo sport viene interpretato dai passanti che la osservano. Inizialmente si passa per il Globe Theatre shakesperiano con Joseph Fiennes, la sede del Secret Intelligence Service con Samantha Bond e Roger Moore (entrambi attori nei film di 007), David Beckham che fa un cruciverba mentre scrive "United". Tra i passanti, un meccanico che alza due ruote come nel sollevamento pesi, alcune hostess che corrono la marcia, dei ragazzi che realizzano passi di ginnastica artistica, un facchino che pratica gli anelli, alcuni uomini d'affari che si passano un quotidiano come nella staffetta, due uomini in bombetta che tirano di scherma, una squadra di spazzini che gioca a hockey e infine un addetto ai lavori stradali che salta con l'asta.

## Sviluppo e preparazione

### Organizzazione
Il Comitato Organizzatore di Londra per i Giochi Olimpici si è riunito per la prima volta il 3 ottobre 2005. Presieduto da Sebastian Coe, ha progettato e realizzato i Giochi, mentre la Olympic Delivery Authority (ODA) si è occupata della costruzione delle sedi e delle infrastrutture.
L'organizzazione (GOE, Government Olympic Executive, alle dipendenze del Dipartimento della cultura, media e sport) fu responsabile della supervisione dei 9,3 miliardi di sterline di fondi pubblici. I costi legati all'organizzazione dei Giochi sono separati da quelli per la costruzione delle sedi e delle infrastrutture e per il Parco Olimpico. La realizzazione dei Giochi è stata infatti finanziata da fondi privati, mentre infrastrutture e sedi di gioco da fondo pubblici, così reperiti:
- 64% dal governo centrale;
- 23% dalla National Lottery;
- 13% dalla Municipalità di Londra e dalla London Development Agency.

Il 7 settembre 2011, il LOCOG ha annunciato di aver raggiunto l'obiettivo di 700000000 £ in sponsorizzazioni.
Ad agosto 2011, dopo notevoli disordini, alcuni paesi hanno espresso il loro timore per la sicurezza, prontamente rassicurati dal CIO.
La Commissione di Coordinamento del CIO per i Giochi del 2012 ha completato la nona e penultima visita nel mese di ottobre 2011, riportandone una impressione positiva. L'ultima visita è stata effettuata nel marzo 2012.
In occasione dei Giochi sono stati impiegati oltre 70 000 volontari.

#### Trasporto

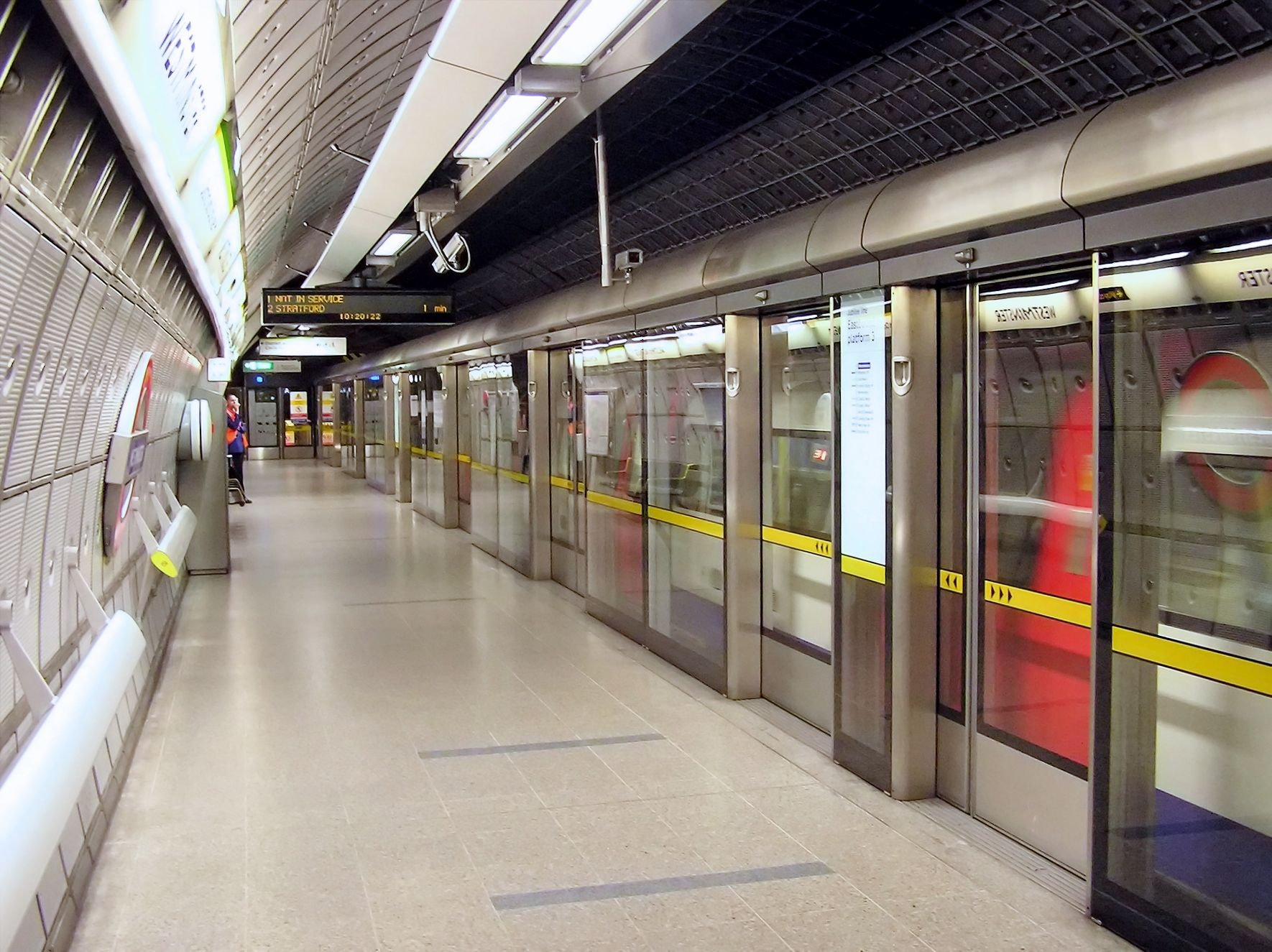
La metropolitana di Londra.

Sono stati apportati importanti potenziamenti e integrazioni in occasione dei Giochi. La Transport for London ha potenziato la metropolitana nelle zone est e nord della città, ampliato la metropolitana leggera e riorganizzato la ferrovia urbana. Inoltre, il nuovo Javelin Olimpico, un servizio ferroviario ad alta velocità, è stato realizzato con i treni proiettile della Hitachi per poter raggiungere più velocemente le sedi olimpiche.
La TfL, con un costo di 25000000 £, ha realizzato una funivia attraverso il Tamigi, la Emirates Air Line, per collegare le sedi di gara. La linea attraversa il fiume Tamigi tra la penisola di Greenwich e i Royal Docks e porta 2500 passeggeri l'ora a un'altezza superiore ai 50 metri. È stata progettata per ridurre i tempi di percorrenza tra la O2 Arena e il centro espositivo ExCel, entrambe sedi di gara.
Gli obiettivi per il trasporto pubblico sono state: che l'80% degli atleti percorra la città in meno di 20 minuti per raggiungere la sede olimpica e che il 93% degli atleti lo potesse fare entro 30 minuti.
Il Parco Olimpico fu servito da dieci linee ferroviarie separate con una capacità combinata di 240 000 persone all'ora.
Alcune preoccupazioni sorsero per la logistica verso le competizioni in programma all'esterno della città. In particolare per gli eventi velici a Portland, una zona senza collegamenti autostradali diretti e servita da strade locali che tendono fortemente a congestionarsi per il traffico turistico del periodo estivo. Tuttavia, l'area di Weymouth è stata potenziata nella sua infrastruttura stradale con un investimento di 77 milioni di sterline che ha permesso l'inaugurazione nel 2011 di un collegamento stradale tra Weymouth e il Dorchester. Altre 16 milioni di sterline sono state destinate a futuri interventi. Il progetto ha previsto anche la rimozione di 5 rotatorie e la sostituzione con semafori per evitare il congestionamento stradale.

### Sedi di gara

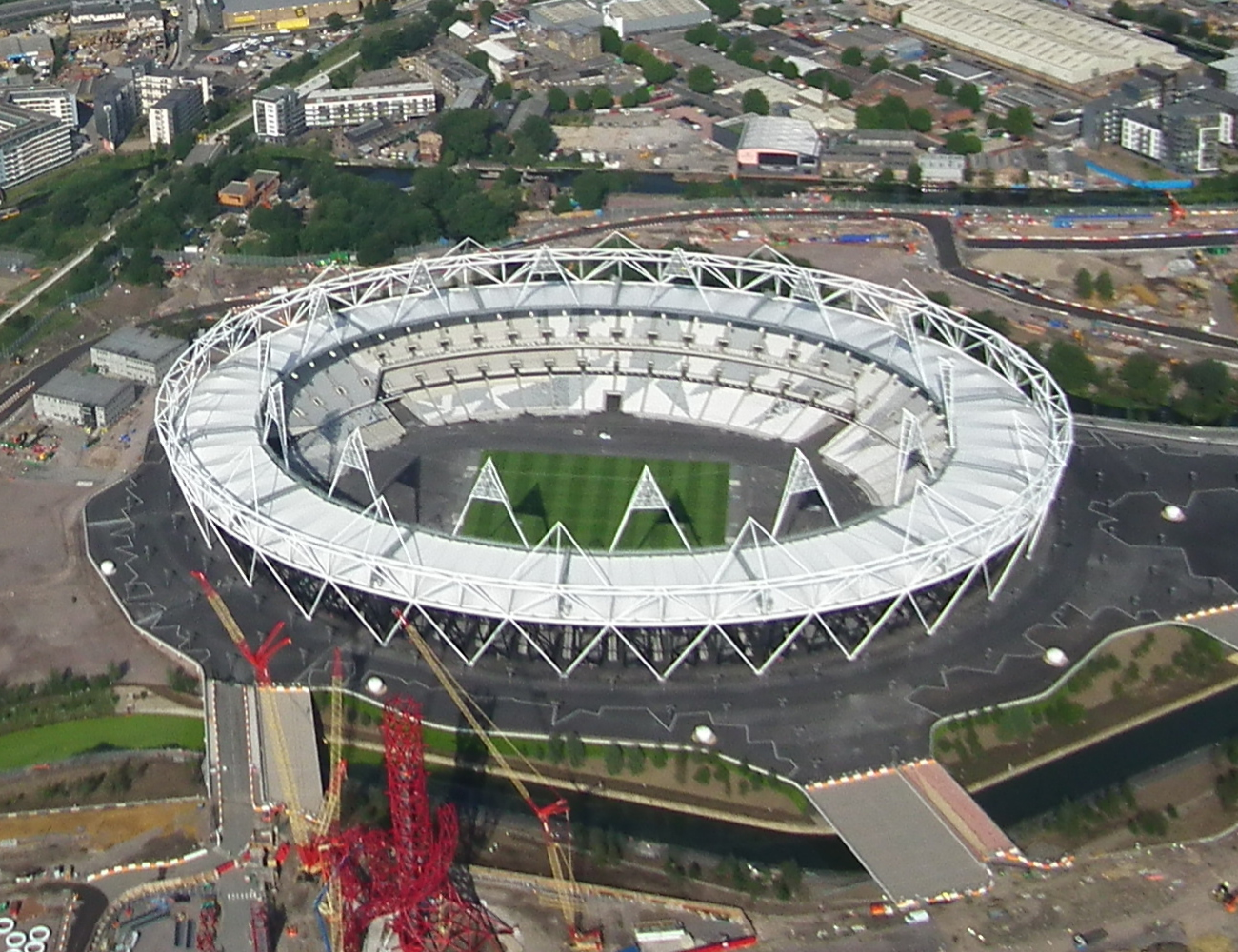
Lo Stadio Olimpico di Londra a giugno 2011

Per i Giochi olimpici e paralimpici del 2012 sono state utilizzate nuove sedi, strutture già esistenti e storiche, nonché strutture temporanee, alcune delle quali in luoghi molto noti come Hyde Park e Horse Guards Parade. Alcuni impianti sono riutilizzati con le stesse finalità. Altri sono stati ridimensionati o spostati.
La maggior parte degli spazi si trovano in tre zone all'interno della Greater London, mentre per alcune discipline furono allestite sedi esterne, come il Weymouth and Portland National Sailing Academy sull'isola di Portland, nel Dorset (gare di vela), a circa 200 km a sud-ovest del Parco Olimpico. Le partite di calcio sono state giocate presso diversi stadi in tutto il Regno Unito.
I lavori per la realizzazione del Parco sono iniziati nel dicembre 2006 quando un palazzetto dello sport a Eton Manor è stato demolito. Il villaggio degli atleti a Portland è stato completato nel settembre 2011.
Tra le numerose opere di riqualificazione dell'area di Stratford, con la creazione di un vero e proprio parco, di palazzetti sportivi e stadi, e di altre infrastrutture, spicca la ArcelorMittal Orbit: un'imponente torre rossa di acciaio disegnata dal noto artista Anish Kapoor. La torre svetta a 115 metri e ospita due punti di osservazione. Raffigurante i 5 cerchi olimpici, è entrata a far parte della lista delle strutture più alte del Regno Unito.

#### Londra

##### Zona olimpica
- Aquatics Centre - Tuffi, pentathlon moderno (nuoto),
nuoto, nuoto sincronizzato
- Basketball Arena - Pallacanestro, pallamano
- BMX Circuit - BMX
- Copper Box - Scherma, pallamano, pentathlon moderno (scherma)
- London Velopark - Ciclismo
- Riverbank Arena - Hockey su prato
- Stadio Olimpico - Atletica, cerimonie
- Water Polo Arena - Pallanuoto

##### Zona fiume
- ExCeL - Pugilato, scherma, judo, tennis da tavolo,
taekwondo, sollevamento pesi, lotta libera, lotta greco-romana
- Greenwich Park - Pentathlon moderno (equitazione e corsa),
equitazione
- North Greenwich Arena - Pallacanestro, ginnastica artistica
- Royal Artillery Barracks - Tiro

##### Zona centrale
- All England Lawn Tennis and Croquet Club - Tennis
- Earls Court Exhibition Centre - Pallavolo
- Horse Guards Parade - Beachvolley
- Hyde Park - Nuoto (maratona), triathlon
- Lord's Cricket Ground - Tiro con l'arco
- Percorso Maratona
- Regent's Park - Ciclismo
- Wembley Arena - Badminton - Ginnastica ritmica
- Stadio di Wembley - Calcio (finale)

#### Fuori Londra
- Brands Hatch
- Dorney Lake - Canoa, canottaggio
- Hadleigh Farm - Ciclismo (mountain bike)
- Lee Valley White Water Centre - Canoa
- Weymouth and Portland National Sailing Academy - Vela
- City of Coventry Stadium (Ricoh Arena) - Calcio
- Hampden Park - Calcio
- Millennium Stadium - Calcio
- Old Trafford - Calcio
- Sports Direct Arena (St James' Park) - Calcio

### Simboli

#### Torcia
La torcia dei Giochi della XXX Olimpiade, progettata dal duo di designer londinese Edward Barber e Jay Osgerby, è di forma triangolare, a simboleggiare le tre edizioni dei Giochi olimpici estivi ospitate dalla capitale britannica (1908, 1948 e 2012). Il corpo dell'oggetto presenta 8 000 fori, per celebrare gli altrettanti tedofori che avrebbero condotto la torcia da Atene a Londra. A causa di questa particolarità, e data anche la sua forma, l'oggetto è stato accostato a una grattugia e a un cono gelato. La presenza dei fori, unita alla composizione interamente in alluminio, consente alla torcia di raggiungere solamente gli 800 grammi di peso.
Nell'aprile 2012 ha vinto il premio di Design dell'anno assegnato dal Design Museum di Londra che ne ha sottolineato la semplicità, la capacità di catturare lo spirito di Londra come città olimpica e la dimostrazione di come si possano celebrare idee tradizionali in chiave moderna. Il 10 maggio successivo, con la classica cerimonia a Olimpia, la torcia è stata accesa e subito consegnata al primo tedoforo, il nuotatore greco Spyridōn Gianniōtīs. Dopo aver attraversato varie città greche per una settimana, durante una cerimonia tenutasi allo Stadio Panathinaiko è stata consegnata dal presidente del comitato olimpico greco Spyros Capralos alla principessa reale Anna, affiancata per l'occasione da David Beckham, dal presidente del Comitato organizzatore dei Giochi Sebastian Coe, dal sindaco di Londra Boris Johnson e dal ministro dello sport britannico Hugh Robertson, diventando ufficialmente di competenza del LOCOG. La sera successiva la torcia ha toccato il suolo britannico alla RNAS Culdrose, una base militare situata nelle vicinanze di Helston, in Cornovaglia, nella quale si è tenuta un'altra cerimonia alla presenza del vice-primo ministro Nick Clegg. Il 19 maggio è stata trasferita al capo di Land's End cominciando il viaggio in terra britannica che ha toccato 1 019 tra città, paesi e villaggi per un totale di più di 8 000 miglia. Il 27 luglio terminò la corsa a Londra.

##### Il percorso
La staffetta della torcia olimpica si è svolta dal 19 maggio al 27 luglio 2012, prima dei Giochi. I piani per la staffetta furono sviluppati nel 2010-2011, con il processo di selezione dei tedofori annunciato il 18 maggio 2011. La torcia è stata progettata da Edward Barber e Jay Osgerby.
Il 18 maggio 2012 la fiamma olimpica è arrivata all'RNAS Culdrose in Cornovaglia dalla Grecia sul volo BA2012, operato da un Airbus A319 della British Airways denominato "Firefly". La staffetta durò 70 giorni, con 66 celebrazioni serali e sei visite all'isola, e coinvolse circa 8.000 persone che trasportarono la fiaccola per circa 12.875 km, partendo da Land's End in Cornovaglia. La torcia ha trascorso tre giorni fuori dal Regno Unito quando ha visitato l'Isola di Man il 2 giugno, Dublino in Irlanda, il 6 giugno, e sia Guernsey che Jersey il 15 luglio.

#### Emblema
Per i Giochi sono stati ideati due loghi: uno per la seconda fase della procedura di assegnazione, creata da Kino Design, e un secondo ideato per gli stessi Giochi olimpici.
Quest'ultimo, ideato da Wolff Olins, è stato reso pubblico il 4 giugno 2007 ed è costato 400000 £. Il logo è una rappresentazione del numero 2012, con la bandiera olimpica inserita nello 0. La scritta "london" appare nel primo 2 di "2012".
Per la prima volta lo stesso logo viene usato sia per i Giochi olimpici che per i Paralimpici, sebbene con colori differenti: questo ultimo mostra una varietà di colori tra cui il magenta, il viola, l'arancione e il verde, le altre quattro versioni del logo ufficiale sono invece di celeste, arancione, verde e magenta.

#### Mascotte
Le mascotte furono Wenlock e Mandeville.
Il nome della mascotte Wenlock è ispirato al paese di Much Wenlock, nella contea inglese dello Shropshire, dove si svolsero nel 1850 dei Giochi ritenuti fonte di ispirazione per i Giochi Olimpici moderni. Wenlock indossa cinque braccialetti dell'amicizia sul polso, ognuno di un colore dei cinque anelli olimpici. I tre punti sulla testa che rappresentano il podio olimpico. La forma sulla parte anteriore della testa rappresenta il tetto dello Stadio Olimpico.
Il nome Mandeville deriva da Stoke Mandeville, che nel 1948 organizzò dei giochi per soldati feriti, anch'esse ritenute fonte di ispirazione per le Paralimpiadi.

#### Medaglie
Le 4 700 medaglie dei Giochi olimpici e dei Giochi paralimpici sono state coniate dalla Zecca Nazionale Inglese (Royal Mint). Ogni medaglia ha un diametro di 85 millimetri; quelle in oro e in argento pesano 412 grammi, mentre quelle in bronzo pesano 357 grammi; lo spessore di tutte le medaglie varia da 8-10 mm. Con queste dimensioni sono le medaglie più pesanti e più grandi mai realizzate
Ogni medaglia ha richiesto circa 10 ore di lavoro. Prima dell'inizio delle competizioni, le medaglie sono state conservate all'interno della Torre di Londra.
Le medaglie d'oro sono composte da un 92,5% in argento, un 1,34% in oro e il rimanente in bronzo. Quelle d'argento sono composte da un 92,5% in argento e il rimanente in bronzo. Quelle di bronzo sono composte da un 97% in bronzo, un 2,5% in zinco e un 0,5% in titanio.

#### Inno ufficiale
Nell'agosto 2011 venne scelto come inno ufficiale dei Giochi London Calling dei Clash, scelta che suscitò polemiche soprattutto per il tema affrontato dalla canzone ritenuto poco pertinente e in contrasto con i valori olimpici.
Verso la fine di giugno 2012, fu annunciato che l'inno ufficiale dei giochi londinesi sarebbe stato Survival dei Muse, canzone scritta appositamente per le Olimpiadi dal frontman Matthew Bellamy e pubblicata il 27 giugno dello stesso anno.

## I Giochi

### Paesi partecipanti
Tra parentesi, il numero di atleti partecipanti.
- Afghanistan (6)[62]
- Albania (11)[63]
- Algeria (39)[64]
- Andorra (6)[65]
- Angola (34)[66]
- Arabia Saudita (19)[67]
- Argentina (137)[68]
- Armenia (25)[68]
- Aruba (4)[69]
- Atleti Olimpici Indipendenti (4)[70][71][72][73]
- Australia (410)[68]
- Austria (70)[68]
- Azerbaigian (53)[74]
- Bahamas (24)[65]
- Bahrein (12)[75]
- Bangladesh (5)[76]
- Barbados (6)[65]
- Belgio (116)[67]
- Belize (3)[77]
- Benin (5)[78]
- Bermuda (8)[65]
- Bhutan (2)[79]
- Bielorussia (166)[68]
- Birmania (6)[80]
- Bolivia (5)[65]
- Bosnia ed Erzegovina (6)[65]
- Botswana (4)[65]
- Brasile (259)[68]
- Brunei (3)[65]
- Bulgaria (63)[68]
- Burkina Faso (5)[81]
- Burundi (6)[65]
- Cambogia (6)[82]
- Camerun (33)[83]
- Canada (277)[68]
- Capo Verde (3)[84]
- Ciad (3)[85]
- Cile (35)[68]
- Cina (380)[68]
- Cina Taipei (44)[68]
- Cipro (13)[68]
- Colombia (104)[86]
- Comore (3)[87]
- Corea del Nord (51)[68]
- Corea del Sud (245)[68]
- Costa d'Avorio (10)[65]
- Costa Rica (11)[65]
- Croazia (108)[68]
- Cuba (118)[68]
- Danimarca (113)[68]
- Dominica (2)[65]
- Ecuador (36)[65]
- Egitto (113)[65]
- El Salvador (10)[65]
- Emirati Arabi Uniti (26)[68]
- Eritrea(12)[88]
- Estonia (33)[65]
- Etiopia (35)[65]
- Figi (9)[65]
- Filippine (11)[89]
- Finlandia (55)[68]
- Francia (333)[68]
- Gabon (24)[65]
- Gambia (2)[90]
- Georgia (35)[68]
- Germania (392)[68]
- Ghana (9)[65]
- Giamaica (49)[65]
- Giappone (293)[68]
- Gibuti (6)[65][91]
- Giordania (9)[62]
- Gran Bretagna (542)[68](Paese organizzatore)
- Grecia (105)[68]
- Grenada (10)[65]
- Guam (8)[92]
- Guatemala (19)[68]
- Guinea (4)[93]
- Guinea-Bissau (4)[94]
- Guinea Equatoriale (2)[95]
- Guyana (6)[65]
- Haiti (5)[65]
- Honduras (31)[96]
- Hong Kong (42)[97]
- India (81)[68]
- Indonesia (22)[98]
- Iran (53)[68]
- Iraq (8)[99]
- Irlanda (66)[65]
- Islanda (27)[100]
- Isole Cayman (5)[65]
- Isole Cook (8)[101]
- Isole Marshall (4)[102]
- Isole Salomone (4)[103]
- Isole Vergini Americane (7)[65]
- Isole Vergini Britanniche (2)[65]
- Israele (37)[68]
- Italia (290)[68]
- Kazakistan (114)[68]
- Kenya (47)[65]
- Kirghizistan (14)[62]
- Kiribati (3)[104]
- Kuwait (11)[65]
- Laos (3)[105]
- Lesotho (4)[106]
- Lettonia (46)[65]
- Libano (10)[107]
- Liberia (4)[65]
- Libia (5)[65]
- Liechtenstein (3)[108]
- Lituania (62)[109]
- Lussemburgo (9)[97]
- Macedonia (4)[110]
- Madagascar (7)[111]
- Malawi (3)[112]
- Maldive (5)[113]
- Malaysia (30)[114]
- Mali (6)[115]
- Malta (5)[68]
- Marocco (67)[65]
- Mauritania (2)[116]
- Mauritius (11)[117]
- Messico (102)[68]
- Micronesia (6)[118]
- Moldavia (22)[65]
- Mongolia (29)[68]
- Montenegro (33)[65]
- Mozambico (6)[65]
- Namibia (9)[88]
- Nauru (2)[119]
- Nepal (5)[120]
- Nicaragua (6)[121]
- Niger (6)[122]
- Nigeria (55)[65]
- Norvegia (64)[68]
- Nuova Zelanda (184)[67]
- Oman (4)[65]
- Paesi Bassi (178)[67]
- Pakistan (21)[123]
- Palau (5)[124]
- Palestina (5)[125]
- Panama (8)[65]
- Papua Nuova Guinea (8)[126]
- Paraguay (8)[127]
- Perù (16)[65]
- Polonia (217)[68]
- Portogallo (75)[68]
- Porto Rico (24)[65]
- Monaco (6)[128]
- Qatar (12)[65]
- Rep. Ceca (133)[68]
- Rep. Centrafricana (6)[129]
- Rep. del Congo (7)[83]
- RD del Congo (4)[65]
- Rep. Dominicana (35)[68]
- Romania (103)[97]
- Ruanda (7)[130]
- Russia (436)[68]
- Saint Kitts e Nevis (7)[65]
- Saint Vincent e Grenadine (3)[131]
- Samoa (8)[126]
- Samoa Americane (5)[132]
- San Marino (4)[68]
- Saint Lucia (4)[65]
- São Tomé e Príncipe (2)[133]
- Senegal (31)[65]
- Serbia (115)[68]
- Seychelles (6)[134]
- Sierra Leone (2)[65]
- Singapore (23)[97]
- Siria (10)[65]
- Slovacchia (46)[68]
- Slovenia (65)[97]
- Somalia (2)[135]
- Spagna (283)[68]
- Sri Lanka (7)[136]
- Stati Uniti (530)[68]
- Sudafrica (125)[88]
- Sudan (6)[65]
- Suriname (5)[137]
- Svezia (135)[138]
- Svizzera (102)[68]
- Swaziland (3)[139]
- Tagikistan (16)[65]
- Tanzania (7)[65]
- Thailandia (37)[68]
- Timor Est (2)[140]
- Togo (6)[141]
- Tonga (3)[142]
- Trinidad e Tobago (30)[65]
- Tunisia (83)[65]
- Turchia (114)[68]
- Turkmenistan (10)[63]
- Tuvalu (3)[143]
- Uganda (16)[65]
- Ucraina (238)[68]
- Ungheria (158)[68]
- Uruguay (29)[144]
- Uzbekistan (54)[68]
- Vanuatu (5)[145]
- Venezuela (70)[146]
- Vietnam (18)[147]
- Yemen (4)[148]
- Zambia (8)[65]
- Zimbabwe (7)[65]

### Discipline
Il programma previde 26 sport olimpici per un totale di 39 discipline. Quello dei Giochi paralimpici 20 sport e 21 discipline.
Al momento della candidatura, Londra propose 28 sport, al pari delle precedenti Olimpiadi di Pechino. Il CIO rimosse il baseball e il softball due giorni dopo aver selezionato Londra come città organizzatrice. In seguito a questa decisione, si votò per la sostituzione con altre discipline, tra cui karate, squash, golf, pattinaggio a rotelle e rugby a 7. Karate e squash sono stati i due finalisti, ma non hanno ricevuto voti sufficienti per raggiungere la maggioranza richiesta dei due terzi. Il CIO ha quindi dato l'approvazione per il golf e il rugby a 7 a partire dalle Olimpiadi del 2016.
Il comitato esecutivo del CIO si è riunito il 13 agosto 2009 e ha approvato l'aggiunta del pugilato femminile al programma. L'International Boxing Federation ha proposto che le 40 atlete competano in cinque categorie di peso diverse.
Di seguito l'elenco degli sport seguito dal numero di competizioni:
| Disciplina                                                                   | Maschile | Femminile | Misti | Totali    |
| ---------------------------------------------------------------------------- | -------- | --------- | ----- | --------- |
| Atletica leggera                                                             | 24       | 23        |       | 47        |
| Badminton                                                                    | 2        | 2         | 1     | 5         |
| Calcio                                                                       | 1        | 1         |       | 2         |
| Canoa/kayak • Canoa/kayak (in acque libere) • Canoa/kayak (slalom)           | 11 8 3   | 5 4 1     |       | 16 12 4   |
| Canottaggio                                                                  | 8        | 6         |       | 14        |
| Ciclismo • Ciclismo su strada • Ciclismo su pista • Mountain bike • BMX      | 9 2 5 1  | 9 2 5 1   |       | 18 4 10 2 |
| Equitazione • Salto ad ostacoli • Dressage • Concorso completo               |          |           | 6 2   | 6 2       |
| Ginnastica • Ginnastica artistica • Ginnastica ritmica • Trampolino elastico | 9 8 1    | 9 6 2 1   |       | 18 14 2   |
| Hockey su prato                                                              | 1        | 1         |       | 2         |
| Judo                                                                         | 7        | 7         |       | 14        |
| Lotta • Lotta stile libero • Lotta greco-romana                              | 14 7     | 4         |       | 18 11 7   |

| Disciplina                                                                 | Maschile  | Femminile   | Misti | Totali    |
| -------------------------------------------------------------------------- | --------- | ----------- | ----- | --------- |
| Nuoto e sport acquatici • Nuoto • Tuffi • Nuoto sincronizzato • Pallanuoto | 22 17 4 1 | 24 17 4 2 1 |       | 46 34 8 2 |
| Pallacanestro                                                              | 1         | 1           |       | 2         |
| Pallamano                                                                  | 1         | 1           |       | 2         |
| Pallavolo • Beach volley • Pallavolo                                       | 2 1       | 2 1         |       | 4 2       |
| Pentathlon moderno                                                         | 1         | 1           |       | 2         |
| Pugilato                                                                   | 10        | 3           |       | 13        |
| Scherma                                                                    | 5         | 5           |       | 10        |
| Sollevamento pesi                                                          | 8         | 7           |       | 15        |
| Taekwondo                                                                  | 4         | 4           |       | 8         |
| Tennis                                                                     | 2         | 2           | 1     | 5         |
| Tennis tavolo                                                              | 2         | 2           |       | 4         |
| Tiro a segno/volo • Carabina • Pistola • Tiro al piattello                 | 9 3       | 6 2         |       | 15 5      |
| Tiro con l'arco                                                            | 2         | 2           |       | 4         |
| Triathlon                                                                  | 1         | 1           |       | 2         |
| Vela                                                                       | 5         | 4           | 1     | 10        |
| Totale (26 sport)                                                          | 161       | 132         | 9     | 302       |

È stata eseguita una dimostrazione di Quidditch a Oxford.

### Calendario degli eventi
Le gare si tennero tra il 27 luglio e il 12 agosto. La cerimonia inaugurale e finale e le prove d'atletica leggera si svolsero presso il nuovo Stadio Olimpico di Londra.
Il programma finale ufficiale fu pubblicato il 15 febbraio 2011.
| ● | Cerimonia di apertura |  | Competizioni |  | Finali | ● | Cerimonia di chiusura |

| luglio / agosto          | Mer | Gio | Ven | Sab | Dom | Lun | Mar | Mer | Gio | Ven | Sab | Dom | Lun | Mar | Mer | Gio | Ven | Sab | Dom | Totale |
| luglio / agosto          | 25  | 26  | 27  | 28  | 29  | 30  | 31  | 01  | 02  | 03  | 04  | 05  | 06  | 07  | 08  | 09  | 10  | 11  | 12  | Totale |
| ------------------------ | --- | --- | --- | --- | --- | --- | --- | --- | --- | --- | --- | --- | --- | --- | --- | --- | --- | --- | --- | ------ |
| Cerimonia d'apertura     |     |     | ●   |     |     |     |     |     |     |     |     |     |     |     |     |     |     |     |     |        |
| Atletica leggera         |     |     |     |     |     |     |     |     |     | 2   | 6   | 6   | 5   | 4   | 4   | 5   | 6   | 8   | 1   | 47     |
| Badminton                |     |     |     |     |     |     |     |     |     | 1   | 2   | 2   |     |     |     |     |     |     |     | 5      |
| Calcio                   |     |     |     |     |     |     |     |     |     |     |     |     |     |     |     | 1   |     | 1   |     | 2      |
| Canoa/kayak              |     |     |     |     |     |     | 1   | 1   | 2   |     |     |     |     |     | 4   | 4   |     | 4   |     | 16     |
| Canottaggio              |     |     |     |     |     |     |     | 3   | 3   | 4   | 4   |     |     |     |     |     |     |     |     | 14     |
| Ciclismo                 |     |     |     | 1   | 1   |     |     | 2   | 2   | 2   | 1   | 1   | 1   | 3   |     |     | 2   | 1   | 1   | 18     |
| Equitazione              |     |     |     |     |     |     | 2   |     |     |     |     |     | 1   | 1   | 1   | 1   |     |     |     | 6      |
| Ginnastica artistica     |     |     |     |     |     | 1   | 1   | 1   | 1   | 1   | 1   | 3   | 3   | 4   |     |     |     |     |     | 14     |
| Ginnastica ritmica       |     |     |     |     |     |     |     |     |     |     |     |     |     |     |     |     |     | 1   | 1   | 2      |
| Hockey su prato          |     |     |     |     |     |     |     |     |     |     |     |     |     |     |     |     | 1   | 1   |     | 2      |
| Judo                     |     |     |     | 2   | 2   | 2   | 2   | 2   | 2   | 2   |     |     |     |     |     |     |     |     |     | 14     |
| Lotta                    |     |     |     |     |     |     |     |     |     |     |     | 2   | 3   | 2   | 2   | 2   | 2   | 3   | 2   | 18     |
| Nuoto                    |     |     |     | 4   | 4   | 4   | 4   | 4   | 4   | 4   | 4   |     |     |     |     | 1   | 1   |     |     | 34     |
| Nuoto sincronizzato      |     |     |     |     |     |     |     |     |     |     |     |     |     | 1   |     |     | 1   |     |     | 2      |
| Pallacanestro            |     |     |     |     |     |     |     |     |     |     |     |     |     |     |     |     |     | 1   | 1   | 2      |
| Pallamano                |     |     |     |     |     |     |     |     |     |     |     |     |     |     |     |     |     | 1   | 1   | 2      |
| Pallanuoto               |     |     |     |     |     |     |     |     |     |     |     |     |     |     |     | 1   |     |     | 1   | 2      |
| Pallavolo e Beach volley |     |     |     |     |     |     |     |     |     |     |     |     |     |     | 1   | 1   |     | 1   | 1   | 4      |
| Pentathlon moderno       |     |     |     |     |     |     |     |     |     |     |     |     |     |     |     |     |     | 1   | 1   | 2      |
| Pugilato                 |     |     |     |     |     |     |     |     |     |     |     |     |     |     |     | 3   |     | 5   | 5   | 13     |
| Scherma                  |     |     |     | 1   | 1   | 1   | 1   | 2   | 1   | 1   | 1   | 1   |     |     |     |     |     |     |     | 10     |
| Sollevamento pesi        |     |     |     | 1   | 2   | 2   | 2   | 2   |     | 2   | 1   | 1   | 1   | 1   |     |     |     |     |     | 15     |
| Taekwondo                |     |     |     |     |     |     |     |     |     |     |     |     |     |     | 2   | 2   | 2   | 2   |     | 8      |
| Tennis                   |     |     |     |     |     |     |     |     |     |     | 2   | 3   |     |     |     |     |     |     |     | 5      |
| Tennis tavolo            |     |     |     |     |     |     |     | 1   | 1   |     |     |     |     | 1   | 1   |     |     |     |     | 4      |
| Tiro a segno/volo        |     |     |     | 2   | 2   | 1   | 1   | 1   | 1   | 2   | 2   | 1   | 2   |     |     |     |     |     |     | 15     |
| Tiro con l'arco          |     |     |     | 1   | 1   |     |     |     | 1   | 1   |     |     |     |     |     |     |     |     |     | 4      |
| Triathlon                |     |     |     |     |     |     |     |     |     |     | 1   |     |     | 1   |     |     |     |     |     | 2      |
| Tuffi                    |     |     |     |     | 1   | 1   | 1   | 1   |     | 1   | 1   | 1   |     | 1   |     | 1   |     | 1   |     | 8      |
| Vela                     |     |     |     |     |     |     |     |     |     |     |     | 2   | 2   | 2   | 1   | 1   | 1   | 1   |     | 10     |
| Cerimonia di chiusura    |     |     |     |     |     |     |     |     |     |     |     |     |     |     |     |     |     |     | ●   |        |
| Medaglie                 |     |     |     | 12  | 14  | 12  | 15  | 20  | 18  | 23  | 26  | 23  | 18  | 21  | 16  | 23  | 16  | 32  | 15  | 305    |
| luglio/agosto            | 25  | 26  | 27  | 28  | 29  | 30  | 31  | 01  | 02  | 03  | 04  | 05  | 06  | 07  | 08  | 09  | 10  | 11  | 12  |        |
|                          | Mer | Gio | Ven | Sab | Dom | Lun | Mar | Mer | Gio | Ven | Sab | Dom | Lun | Mar | Mer | Gio | Ven | Sab | Dom | Totale |

### Cerimonia d'apertura
La cerimonia di apertura dei XXX Giochi olimpici si è svolta il 27 luglio. La cerimonia, fortemente centralizzata sulla storia inglese, è stata diretta dal regista e sceneggiatore vincitore del Premio Oscar Danny Boyle. Alla cerimonia hanno partecipato anche la regina e J. K. Rowling.

### Cerimonia di chiusura
La cerimonia di chiusura dei XXX Giochi olimpici si è svolta il 12 agosto. Durante la cerimonia avvenne il passaggio della bandiera olimpica da Boris Johnson, sindaco di Londra, a Eduardo Paes, sindaco di Rio de Janeiro, che avrebbe ospitato i XXXI Giochi olimpici.

## Medagliere
Le cerimonie di premiazione furono accompagnate dal sottofondo musicale del brano Chariots of Fire, uno dei più celebri del compositore greco Vangelis, colonna sonora del film Momenti di gloria.
Di seguito le prime 10 posizioni del medagliere a Giochi conclusi:
  Nazione ospitante 
| Pos. | Paese         | Oro | Argento | Bronzo | Totale |
| ---- | ------------- | --- | ------- | ------ | ------ |
| 1    | Stati Uniti   | 46  | 29      | 29     | 104    |
| 2    | Cina          | 38  | 29      | 22     | 89     |
| 3    | Gran Bretagna | 29  | 17      | 19     | 65     |
| 4    | Russia        | 23  | 24      | 33     | 80     |
| 5    | Corea del Sud | 13  | 8       | 7      | 28     |
| 6    | Germania      | 11  | 19      | 14     | 44     |
| 7    | Francia       | 11  | 11      | 12     | 34     |
| 8    | Australia     | 8   | 15      | 12     | 35     |
| 9    | Italia        | 8   | 9       | 11     | 28     |
| 10   | Ungheria      | 8   | 4       | 6      | 18     |

## Critiche
- La coincidenza tra le date delle gare (27 luglio - 12 agosto) e quelle del Ramadan (20 luglio - 18 agosto) fu criticata da alcuni rappresentanti dei Paesi a maggioranza musulmana, in quanto il digiuno imposto dall'alba al tramonto avrebbe potuto svantaggiare gli atleti durante le competizioni. Fu anche richiesto che i Giochi Olimpici fossero riprogrammati in un altro periodo.[154]
- Il divieto imposto dagli sponsor di introdurre nel parco olimpico beni e loghi di aziende concorrenti fu fonte di polemiche.[155]
- Il CONI (Comitato Olimpico Nazionale Italiano) protestò ufficialmente contro la regia internazionale della cerimonia inaugurale, perché non inquadrò, sugli spalti, il Presidente della Repubblica Italiana Giorgio Napolitano, ripreso invece solo da una delle telecamere "personalizzate" di Sky presenti allo stadio Olimpico di Londra.[156]
- Durante la cerimonia inaugurale, una volontaria dell'organizzazione sfilò insieme alla delegazione indiana, scatenando le proteste del comitato olimpico indiano.[157]
- Fu aperta un'inchiesta per chiarire come, nonostante fosse stato ufficialmente registrato il tutto esaurito, alcuni impianti presentassero diversi posti vuoti durante le gare.[158]
- Nella prima giornata del torneo di calcio femminile, prima dell'incontro Corea del Nord - Colombia, fu esposta per errore la bandiera della Corea del Sud. Le atlete nordcoreane abbandonarono il campo in segno di protesta. L'incontro iniziò con un'ora di ritardo e con le scuse del comitato olimpico.[159]
- La partecipazione del campione paraolimpico Oscar Pistorius alle gare dei 400 metri piani e della staffetta 4x400 di atletica leggera apparve a molti addetti ai lavori come una forzatura imposta dagli sponsor.[160]
- Durante alcuni incontri di pugilato è stato sostenuto che alcuni giudici abbiano favorito alcuni atleti dell'Azerbaigian, anche a seguito degli otto milioni di euro donati da questo Stato all'organizzazione delle Olimpiadi precedentemente l'inizio delle stesse.[161]
- Sempre con riferimento al pugilato, sono apparsi favoritismi nei confronti di atleti britannici. Con questo fatto si può spiegare la tenuta di gara del pugile kazako Sapiyev che, durante la finale dei welter (poi da lui vinta), ha continuato a picchiare l'avversario britannico fino alla fine della terza ripresa, pur essendo abbondantemente in vantaggio, ma temendo qualche sorpresa dalla giuria. Sorpresa che invece è toccata al campione olimpico in carica dei supermassimi, l'italiano Roberto Cammarelle, il quale, pur avendo abbondantemente dominato la sua finale contro il britannico Anthony Joshua, si è visto sottrarre la vittoria dalla giuria.[162]
- È ancora aperto il dibattito sulle eventuali conseguenze economiche che un evento del genere avrebbe portato alla città di Londra. Sul quotidiano spagnolo La Vanguardia si legge: «Secondo i sostenitori dell'organizzazione dei giochi olimpici, le somme colossali investite hanno un impatto positivo in termini di turismo, rinnovamento urbano e salute pubblica. In realtà tutto ciò accade raramente, come dimostrano le città che hanno accolto le ultime edizioni della manifestazione».[163]